# 2019 en handball
| Années du handball : 2016 - 2017 - 2018 - 2019 - 2020 - 2021 - 2022    |
| Décennies du handball : 1980 - 1990 - 2000 - 2010 - 2020 - 2030 - 2040 |

Cet article présente les faits marquants de l'année 2019 en handball.

## Par dates
- Du 10 au 27 janvier : 26e édition du championnat du monde masculin en Allemagne et au Danemark (cf. ci-dessous).
- Le 12 mai :
  - finale de la Ligue des champions féminine
  - finale retour de la Coupe de l'EHF féminine
- Le 18 mai : finale retour de la Coupe de l'EHF masculine
- Le 2 juin : finale de la Ligue des champions masculine
- Du 2 au 7 juillet : 10e édition du championnat d'Europe de beach handball.
- Du 30 novembre au 15 décembre : 24e édition du championnat du monde féminin  au Japon, sept mois avant Jeux olympiques de Tokyo (cf. ci-dessous). La France remet son titre en jeu.

## Par compétitions

### Championnat du monde masculin
La 26e édition du championnat du monde masculin a lieu en Allemagne et au Danemark, du 10 au 27 janvier 2019.
Pour la première fois, la compétition est organisée par deux pays, le Danemark (2e fois) et l'Allemagne (6e fois). L'autre nouveauté pour ce tournoi est que, comme pour le tournoi féminin de hockey sur glace aux Jeux olympiques d'hiver de 2018, une équipe unifiée de Corée est amenée à participer à ce championnat du monde.
Statistique et récompenses
- Meilleur joueur : Mikkel Hansen,  Danemark
- Meilleur buteur : Mikkel Hansen,  Danemark, 72 buts

Équipe type
- Meilleur gardien de but : Niklas Landin Jacobsen,  Danemark
- Meilleur ailier gauche : Magnus Jøndal,  Norvège
- Meilleur arrière gauche : Sander Sagosen,  Norvège
- Meilleur demi-centre : Rasmus Lauge,  Danemark
- Meilleur pivot : Bjarte Myrhol,  Norvège
- Meilleur arrière droit : Fabian Wiede,  Allemagne
- Meilleur ailier droit : Ferrán Solé,  Espagne

### Championnat du monde féminin
La 24e édition du championnat du monde féminin a lieu du 30 novembre au 15 décembre 2019 au Japon. La France remet son titre en jeu.
Statistique et récompenses
- Meilleure joueuse : Estavana Polman,  Pays-Bas
- Meilleure marqueuse : Lois Abbingh,  Pays-Bas, 71 buts

Équipe type
- Meilleure gardienne de but : Tess Wester,  Pays-Bas
- Meilleure ailière gauche : Camilla Herrem,  Norvège
- Meilleure arrière gauche : Alexandrina Barbosa,  Espagne
- Meilleure demi-centre : Estavana Polman,  Pays-Bas
- Meilleure pivot : Linn Blohm,  Suède
- Meilleure arrière droite : Anna Viakhireva,  Russie
- Meilleure ailière droite : Jovanka Radičević,  Monténégro

## Meilleurs handballeurs de l'année 2019
Le 3 juillet 2020, l'IHF a dévoilé la liste des nommés pour le titre de meilleurs handballeurs et des meilleurs entraîneurs de l'année 2019. Ainsi cinq joueuses, cinq joueurs, cinq entraîneurs d’une équipe féminine et cinq entraîneurs d’une équipe masculine ont été choisis par l'IHF à partir d'une sélection proposée par un groupe d'experts formé de membres de l'IHF et de sélectionneurs d'équipes nationales.
Toutes les personnalités élues le sont pour la première fois. Les résultats détaillés ne sont pas connus.

### Meilleure joueuse

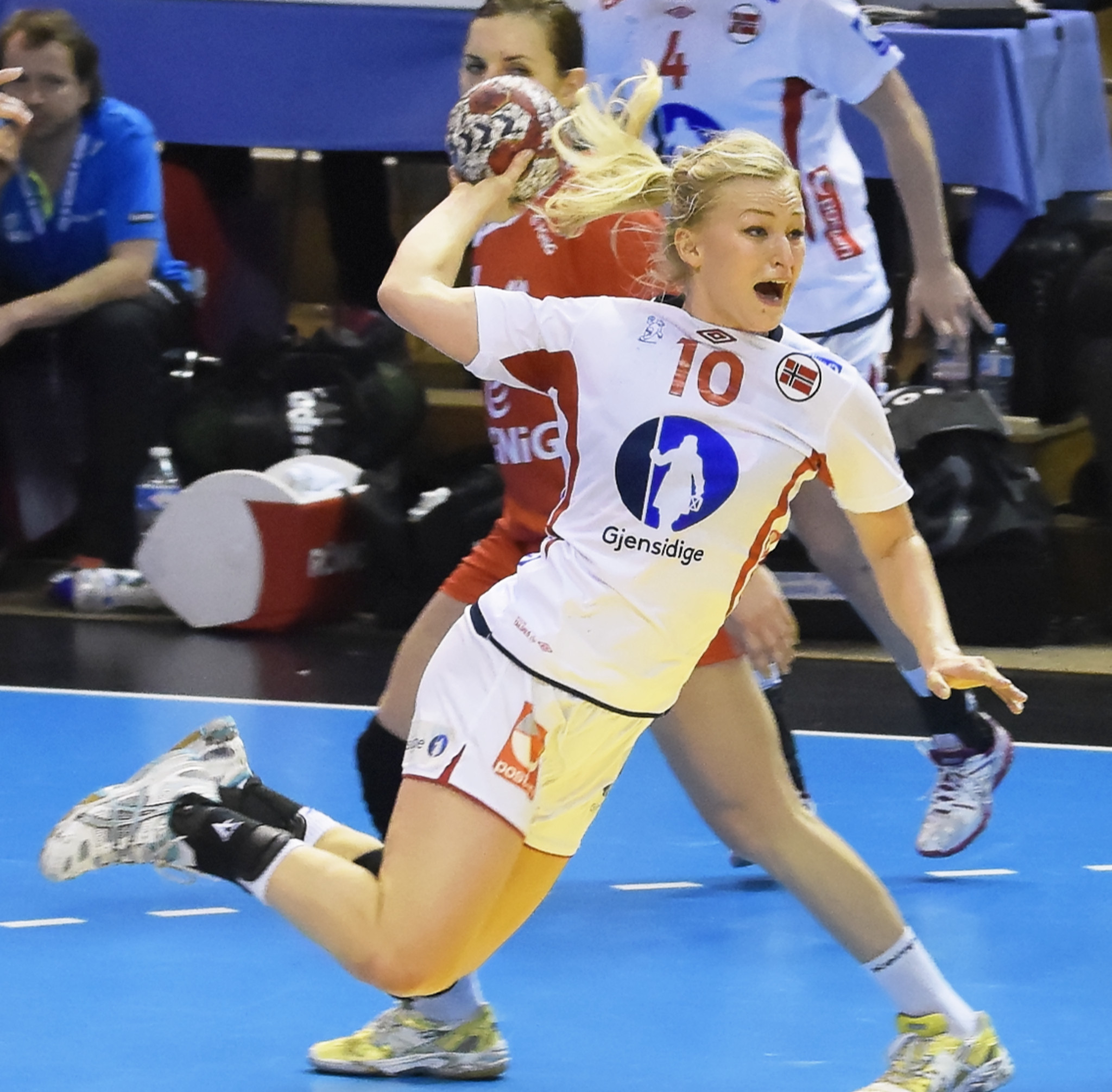
Stine Bredal Oftedal, meilleure joueuse.

La Norvégienne Stine Bredal Oftedal a été élue meilleure joueuse,, :
| Rang | Joueuse              | Nationalité | Club(s)         | Poste               | Votes | Élue en |
| ---- | -------------------- | ----------- | --------------- | ------------------- | ----- | ------- |
| 1    | Stine Bredal Oftedal | Norvège     | Győri ETO KC    | Demi-centre         | ?     | -       |
| 2    | Lois Abbingh         | Pays-Bas    | Rostov-Don      | Arrière gauche      | ?     | -       |
| 2    | Estavana Polman      | Pays-Bas    | Team Esbjerg    | Arr. gauche/Demi-c. | ?     | -       |
| 2    | Anna Viakhireva      | Russie      | Rostov-Don      | Arrière droite      | ?     | -       |
| 2    | Tess Wester          | Pays-Bas    | Odense Håndbold | Gardienne de but    | ?     | -       |

### Meilleur joueur

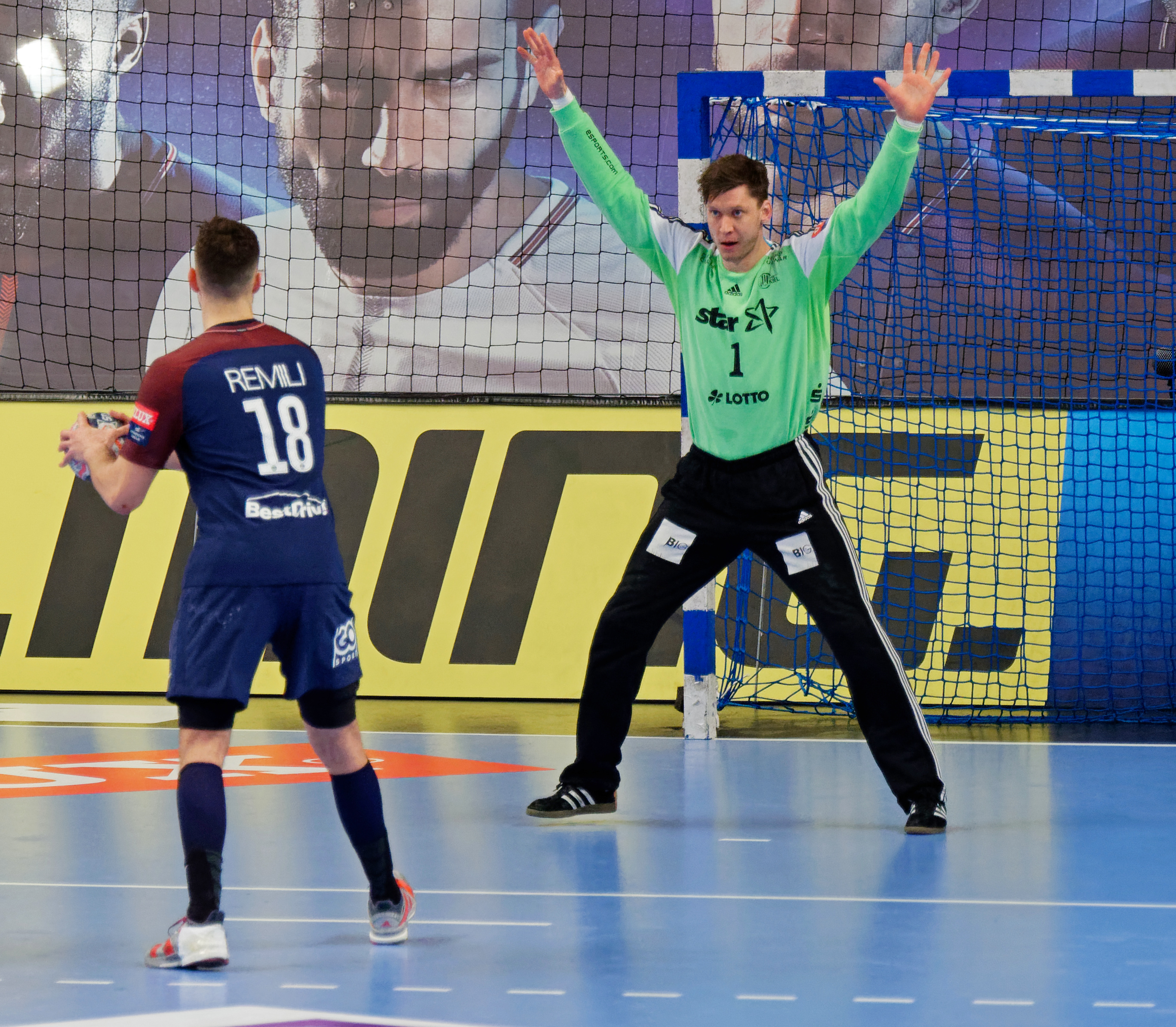
Niklas Landin Jacobsen, meilleur joueur.

Le Danois Niklas Landin Jacobsen a été élu meilleur joueur,, :
| Rang | Joueur                 | Nationalité | Club(s)                  | Poste          | Votes | Élu en           |
| ---- | ---------------------- | ----------- | ------------------------ | -------------- | ----- | ---------------- |
| 1    | Niklas Landin Jacobsen | Danemark    | THW Kiel                 | Gardien de but | ?     | -                |
| 2    | Luka Cindrić           | Croatie     | KS Kielce & FC Barcelone | Demi-centre    | ?     | -                |
| 2    | Mikkel Hansen          | Danemark    | Paris Saint-Germain      | Arrière gauche | ?     | 2011, 2015, 2018 |
| 2    | Rasmus Lauge           | Danemark    | Flensburg-H & Veszprém   | Demi-centre    | ?     | -                |
| 2    | Sander Sagosen         | Norvège     | Paris Saint-Germain      | Demi-centre    | ?     | -                |

### Meilleur entraîneur d'une équipe féminine
Le Français Emmanuel Mayonnade a été élu meilleur entraîneur d'une équipe féminine,,
| Rang | Entraîneur         | Nationalité | Équipe(s) entraînée(s)  | Votes | Élu en                       |
| ---- | ------------------ | ----------- | ----------------------- | ----- | ---------------------------- |
| 1    | Emmanuel Mayonnade | France      | Pays-Bas, Metz Handball | ?     |                              |
| 2    | Gábor Danyi (en)   | Hongrie     | Győri ETO KC            | ?     | -                            |
| 2    | Þórir Hergeirsson  | Islande     | Norvège                 | ?     | 2011, 2012, 2014, 2015, 2016 |
| 2    | Ambros Martín      | Espagne     | Russie, Rostov-Don      | ?     | -                            |
| 2    | Carlos Viver (en)  | Espagne     | Espagne                 | ?     | -                            |

### Meilleur entraîneur d'une équipe masculine
Le Danois Nikolaj Bredahl Jacobsen a été élu meilleur entraîneur d'une équipe masculine,,
| Rang | Entraîneur               | Nationalité | Équipe(s) entraînée(s)                    | Votes | Élu en     |
| ---- | ------------------------ | ----------- | ----------------------------------------- | ----- | ---------- |
| 1    | Nikolaj Bredahl Jacobsen | Danemark    | Danemark, Rhein-Neckar L. (jusqu'en juin) | ?     | -          |
| 2    | Christian Berge          | Norvège     | Norvège                                   | ?     | -          |
| 2    | Didier Dinart            | France      | France                                    | ?     | 2016, 2018 |
| 2    | Maik Machulla            | Allemagne   | SG Flensburg-Handewitt                    | ?     | -          |
| 2    | Roberto García Parrondo  | Espagne     | Vardar Skopje, Égypte (à partir de mai)   | ?     | -          |

## Bilan de la saison 2018-2019 en club

### Coupes d'Europe (clubs)
| Compétition         | Vainqueur     | Finaliste           |
| ------------------- | ------------- | ------------------- |
| Ligue des champions | Vardar Skopje | Veszprém KSE        |
| Coupe de l'EHF      | THW Kiel      | Füchse Berlin       |
| Coupe Challenge     | CSM Bucarest  | Madeira Andebol SAD |

| Compétition         | Vainqueur           | Finaliste          |
| ------------------- | ------------------- | ------------------ |
| Ligue des champions | Győri ETO KC        | Rostov-Don         |
| Coupe de l'EHF      | Siófok KC           | Team Esbjerg       |
| Coupe Challenge     | Rocasa Gran Canaria | SPR Pogoń Szczecin |

### Championnats européens
| Rang EHF 2018 | Rang EHF 2018   | Championnat       | Vainqueur                |
| Rang          | Evol.           | Championnat       | Vainqueur                |
| ------------- | --------------- | ----------------- | ------------------------ |
| 1             | en augmentation | France            | Paris Saint-Germain      |
| 2             | en diminution   | Allemagne         | SG Flensburg-Handewitt   |
| 3             | en diminution   | Espagne           | FC Barcelone             |
| 4             | en diminution   | Hongrie           | Veszprém KSE             |
| 5             | en stagnation   | Pologne           | KS Kielce                |
| 6             | en stagnation   | Danemark          | Aalborg Håndbold         |
| 7             | en stagnation   | Macédoine du Nord | Vardar Skopje            |
| 8             | en augmentation | Portugal          | FC Porto                 |
| 9             | en augmentation | Biélorussie       | HC Meshkov Brest         |
| 10            | en diminution   | Croatie           | RK Zagreb                |
| 11            | en stagnation   | Roumanie          | Dinamo Bucarest          |
| 12            | en diminution   | Slovénie          | RK Celje                 |
| 13            | en augmentation | Ukraine           | HC Motor Zaporijia       |
| 14            | en augmentation | Suède             | IK Sävehof               |
| 15            | en diminution   | Suisse            | Kadetten Schaffhouse     |
| 16            | en stagnation   | Norvège           | Elverum Handball         |
| 17            | en augmentation | Islande           | UMF Selfoss              |
| 18            | en diminution   | Russie            | Medvedi Tchekhov         |
| 19            | en augmentation | Slovaquie         | HT Tatran Prešov         |
| 20            | en diminution   | Pays-Bas          | HV Aalsmeer              |
| 21            | en augmentation | Turquie           | Beşiktaş JK              |
| 22            | en augmentation | Grèce             | Olympiakos Le Pirée/Xini |
| ...           |                 |                   |                          |

| Rang EHF 2018 | Rang EHF 2018   | Championnat        | Vainqueur                 |
| Ran           | Evol.           | Championnat        | Vainqueur                 |
| ------------- | --------------- | ------------------ | ------------------------- |
| 1             | en stagnation   | Hongrie            | Győri ETO KC              |
| 2             | en augmentation | Roumanie           | SCM Râmnicu Vâlcea        |
| 3             | en stagnation   | Russie             | Rostov-Don                |
| 4             | en diminution   | Danemark           | Team Esbjerg              |
| 5             | en augmentation | France             | Metz Handball             |
| 6             | en diminution   | Norvège            | Vipers Kristiansand       |
| 7             | en diminution   | Allemagne          | SG BBM Bietigheim         |
| 8             | en stagnation   | Macédoine du Nord  | ŽRK Metalurg Skopje       |
| 9             | en stagnation   | Monténégro         | ŽRK Budućnost Podgorica   |
| 10            | en stagnation   | Suède              | IK Sävehof                |
| 11            | en stagnation   | Pologne            | MKS Lublin                |
| 12            | en augmentation | Turquie            | Kastamonu Belediyesi GSK  |
| 13            | en diminution   | Slovénie           | RK Krim                   |
| 14            | en stagnation   | Croatie            | ŽRK Podravka Koprivnica   |
| 15            | en stagnation   | Espagne            | Balonmano Remudas         |
| 16            | en augmentation | Pays-Bas           | VOC Amsterdam             |
| 17            | en diminution   | Autriche           | WAT Atzgersdorf           |
| 18            | en augmentation | République tchèque | DHK Banik Most            |
| 19            | en stagnation   | Serbie             | ŽORK Jagodina             |
| 20            | en augmentation | Suisse             | LC Brühl Handball         |
| 21            | en diminution   | Ukraine            | SC Galytchanka Lviv       |
| 22            | en diminution   | Italie             | PDO Handball Team Salerno |
| ...           |                 |                    |                           |

#### Saison 2018-2019 en France
| Compétition            | Vainqueur            | Second               | Score   |
| ---------------------- | -------------------- | -------------------- | ------- |
| Championnat de France  | Paris Saint-Germain  | Montpellier Handball | /       |
| Coupe de France        | Chambéry SMB HB      | Dunkerque HBGL       | 31 – 21 |
| Coupe de la Ligue      | Paris Saint-Germain  | Montpellier Handball | 31 – 25 |
| Trophée des champions* | Montpellier Handball | Saint-Raphaël VHB    | 32 – 27 |

| Compétition           | Vainqueur     | Second                  | Score   |
| --------------------- | ------------- | ----------------------- | ------- |
| Championnat de France | Metz Handball | OGC Nice                | 66 – 49 |
| Coupe de France       | Metz Handball | Brest Bretagne Handball | 34 – 24 |

#### Saison 2018-2019 en Allemagne
| Compétition             | Vainqueur              | Second                 | Score   |
| ----------------------- | ---------------------- | ---------------------- | ------- |
| Championnat d'Allemagne | SG Flensburg-Handewitt | THW Kiel               | /       |
| Coupe d'Allemagne       | THW Kiel               | SC Magdebourg          | 28 – 24 |
| Supercoupe*             | Rhein-Neckar Löwen     | SG Flensburg-Handewitt | 33 – 26 |

* l'édition 2018-2019 de la Supercoupe s'est déroulée en 2018.

#### Saison 2018-2019 en Espagne
| Compétition           | Vainqueur    | Second               | Score   |
| --------------------- | ------------ | -------------------- | ------- |
| Championnat d'Espagne | FC Barcelone | CD Bidasoa Irún      | /       |
| Coupe ASOBAL*         | FC Barcelone | CD Bidasoa Irún      | 27 – 23 |
| Coupe du Roi          | FC Barcelone | BM Cuenca            | 34 – 18 |
| Supercoupe*           | FC Barcelone | CB Ciudad de Logroño | 35 – 27 |

* les éditions 2018-2019 de la Coupe ASOBAL et de la Supercoupe se sont déroulées en 2018.

## Principaux transferts de l'intersaison 2019
Une liste non exhaustive des transferts ayant eu lieu à l'intersaison est :
| Nat. | Joueur                  | Champ. | Club 2018-2019         | Champ.          | Club 2019-2020         |
| ---- | ----------------------- | ------ | ---------------------- | --------------- | ---------------------- |
|      | William Accambray       |        | Veszprém KSE           |                 | HC Meshkov Brest       |
|      | Vuko Borozan            |        | Vardar Skopje          |                 | Veszprém KSE           |
|      | Nicolas Claire          |        | HBC Nantes             |                 | Pays d'Aix UC          |
|      | Luka Cindrić            |        | KS Kielce              |                 | FC Barcelone           |
|      | Uwe Gensheimer          |        | Paris Saint-Germain    |                 | Rhein-Neckar Löwen     |
|      | Vincent Gérard          |        | Montpellier Handball   |                 | Paris Saint-Germain    |
|      | Michaël Guigou          |        | Montpellier Handball   |                 | USAM Nîmes Gard        |
|      | Momir Ilić              |        | Veszprém KSE           | fin de carrière | fin de carrière        |
|      | Guillaume Joli          |        | Dunkerque HGL          | fin de carrière | fin de carrière        |
|      | Michał Jurecki          |        | KS Kielce              |                 | SG Flensburg-Handewitt |
|      | Igor Karačić            |        | Vardar Skopje          |                 | KS Kielce              |
|      | Tobias Karlsson         |        | SG Flensburg-Handewitt | fin de carrière | fin de carrière        |
|      | Vid Kavtičnik           |        | Montpellier Handball   |                 | Pays d'Aix UC          |
|      | Romain Lagarde          |        | HBC Nantes             |                 | Rhein-Neckar Löwen     |
|      | Rasmus Lauge            |        | SG Flensburg-Handewitt |                 | Veszprém KSE           |
|      | Roland Mikler           |        | Veszprém KSE           |                 | SC Pick Szeged         |
|      | Niko Mindegia           |        | Chambéry SMB HB        |                 | Wisła Płock            |
|      | Aymeric Minne           |        | Pays d'Aix UC          |                 | HBC Nantes             |
|      | László Nagy             |        | Veszprém KSE           | fin de carrière | fin de carrière        |
|      | Emil Nielsen            |        | Skjern Håndbold        |                 | HBC Nantes             |
|      | Thierry Omeyer          |        | Paris Saint-Germain    | fin de carrière | fin de carrière        |
|      | Marin Šego              |        | SC Pick Szeged         |                 | Montpellier Handball   |
|      | Guðjón Valur Sigurðsson |        | Rhein-Neckar Löwen     |                 | Paris Saint-Germain    |
|      | Kamil Syprzak           |        | FC Barcelone           |                 | Paris Saint-Germain    |
|      | Andreas Wolff           |        | THW Kiel               |                 | KS Kielce              |

| Nat. | Joueur                | Champ. | Club 2018-2019          | Champ. | Club 2019-2020          |
| ---- | --------------------- | ------ | ----------------------- | ------ | ----------------------- |
|      | Julia Behnke          |        | TuS Metzingen           |        | Rostov-Don              |
|      | Stine Bodholt Nielsen |        | Viborg HK               |        | Nantes Atlantique HB    |
|      | Katarina Bulatović    |        | ŽRK Budućnost Podgorica |        | Győri ETO KC            |
|      | Louise Burgaard       |        | Herning-Ikast Håndbold  |        | Metz Handball           |
|      | Béatrice Edwige       |        | Metz Handball           |        | Győri ETO KC            |
|      | Lotte Grigel          |        | Debreceni VSC           |        | Nantes Atlantique HB    |
|      | Nycke Groot           |        | Győri ETO KC            |        | Odense Håndbold         |
|      | Nathalie Hagman       |        | CSM Bucarest            |        | Odense Håndbold         |
|      | Amanda Kurtovic       |        | CSM Bucarest            |        | Győri ETO KC            |
|      | Barbara Lazović       |        | CSM Bucarest            |        | ŽRK Budućnost Podgorica |
|      | Carmen Martín         |        | OGC Nice                |        | CSM Bucarest            |
|      | Nora Mørk             |        | Győri ETO KC            |        | CSM Bucarest            |
|      | Kalidiatou Niakaté    |        | Nantes AHB              |        | Brest Bretagne Handball |
|      | Estelle Nze Minko     |        | Siófok KC               |        | Győri ETO KC            |
|      | Nerea Pena            |        | Ferencváros TC          |        | Siófok KC               |
|      | Crina Pintea          |        | Győri ETO KC            |        | CSM Bucarest            |
|      | Linnea Torstenson     |        | OGC Nice                |        | CSM Bucarest            |
|      | Sandra Toft           |        | Team Esbjerg            |        | Brest Bretagne Handball |

## Décès
- 15 janvier :  Jerónimo Neto
- 28 février :  Zdzisław Antczak
- 24 avril :  Sergueï Pogorelov
- 23 août :  Marie-Annick Dézert
- 3 octobre :  Márta Balogh
- 30 novembre :  André Amiel